# 伊號第三百六十二潛艦
伊号第三六二潜水艦（いごうだいさんびゃくろくじゅうにせんすいかん）是大日本帝国海军的一艘潜水艇。伊三六一型潜水艦的2号艦。前往沃萊艾環礁执行輸送任務的途中战沉。

## 艦歷
- 1942年 “改マル5计划”第5462号艦
- 1943年3月17日 在三菱重工業神户造船所开工
  - 11月29日 下水
- 1944年5月25日 竣工，船籍编入横須賀鎮守府
  - 8月15日 编入第7潜水战隊
  - 8月21日 自横須賀出发前往瑙鲁岛执行輸送任務
  - 9月13日 到达瑙鲁，开始前往楚克
  - 9月21日 在楚克入港，在收容了83名人員后于翌日出发返回横须贺，10月3日抵达横須賀
  - 10月24日 从横須賀出发前往南鳥岛执行輸送任務
- 1945年1月1日 自横須賀出发为执行輸送任務而前往沃萊艾環礁
  - 1月18日 在加罗林群岛遭到美驱逐舰「フレミング」的攻击而沉没，舰上87名全員战死
  - 3月15日 确定损失于加罗林群岛
  - 4月10日 除籍

## 歴代艦長
1. 南部伸清少校（1944年5月25日-）
2. 木原荣大尉（1944年10月10日-）
3. 中島英之助少校（1944年12月2日-）

## 関連項目
- 潜水艦
- 大日本帝国海軍
- 大日本帝国海軍艦艇列表